# Petäjäsaari (ö i Finland, Lappland, Östra Lappland, lat 66,45, long 28,15)
Petäjäsaari är en halvö i Finland. Den ligger i sjön Isojärvi och i kommunen Salla i den ekonomiska regionen  Östra Lapplands ekonomiska region  och landskapet Lappland, i den norra delen av landet, 700 km norr om huvudstaden Helsingfors.